# 里沙ちゃんのくだもの食べようかな?
里沙ちゃんのくだもの食べようかな?（りさ～たべようかな）は文化放送で土曜15:45-15:50に放送されていた、『伊東四朗 吉田照美 親父・熱愛』内の1コーナー番組。なお、文化放送以外にもネットしている。2006年9月23日開始（ABCは9月24日）。2007年3月31日終了（ABCは4月1日）。日本くだもの農協の一社提供。
前身は文化放送アナウンサーの水谷加奈がパーソナリティを務めた『加奈ちゃんのくだもの食べようかな?』（2006年7月8日 - 9月16日、ABCは7月9日 - 9月17日）である。水谷の産休に伴い翌週から遠藤の担当となり、タイトルが変更された。

## パーソナリティ
- 遠藤里沙（文化放送アナウンサー、現在は退社）
- 吉田企世子（女子栄養大学教授）

## 内容
遠藤がアシスタントを勤めつつ、吉田が様々な果物の話題を紹介する。

## ネット局
- 中部日本放送：土曜12:10 - 12:15
  - 現在は「小堀勝啓の音楽は生が一番!」が放送されている。
- 朝日放送：日曜11:40 - 11:45（「ほっとハート!にちよう柴田塾」に内包）